# Isointervallakkord
Isointervallakkorde (auch symmetrische Akkorde, zyklische Akkorde, unendliche Akkorde) sind Akkorde, die vollständig aus gleichen Intervallen aufgebaut sind. Sie sind in sich symmetrisch, d. h. keiner ihrer Töne zeichnet sich vor einem anderen aus; daher besitzen sie keinen eindeutig bestimmbaren Grundton. Dieser – erst Anfang des 21. Jahrhunderts aufgestellte – Begriff setzt voraus, dass die Oktave wie bei der gleichstufigen Stimmung in zwölf gleiche Halbtöne unterteilt ist. Innerhalb der Dur-Moll-Tonalität gibt es solche Akkordtypen nur, wenn einzelne Töne des Akkords enharmonisch umgedeutet werden. Dabei sind sie aber nicht mehr als klanglich gleich anzusehen.  Die Intonation der Akkorde ändert sich.

## Grundsätzlicher Aufbau von Isointervallakkorden
Ein Isointervallakkord wird hier am Beispiel mit kleinen Terzen gezeigt:

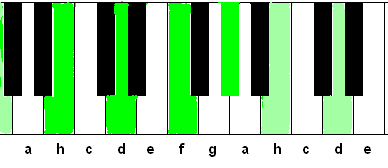
verminderter Septakkord

Alle Töne haben den Abstand von jeweils drei Halbtönen (hier als kleine Terzen bezeichnet). Die Akkorde bestehen aus gleichen Intervallen. Durch Hinzufügen eines weiteren dieser Intervalle wird ein Ton erreicht, der bereits im Akkord vorhanden ist.
Beispiel: Der Akkord h-d-f-as besteht aus kleinen Terzen. Durch Hinzufügen einer weiteren kleinen Terz (es handelt sich in Wahrheit um eine übermäßige Sekunde) wird erneut der Ton h erreicht, es entsteht der identische Akkord h-d-f-as-h.
In der durmolltonalen Musik sind streng genommen diese Intervalle keine Isointervallakkorde. Die einzelne Töne dieser Akkorde werden bei Umdeutung enharmonisch verwechselt und haben deshalb (zumindest theoretisch) eine andere Intonation. Siehe verminderte Septakkorde.

## Typen
Betrachtet man Intervalle nur im Abstand von gleichen Halbtonschritten, so ergeben sich folgende Typen von Isointervallakkorden:
- Intervalle mit 6 Halbtonschritten (Tritonus): Zum Beispiel: c-fis. Zur Oktave ergänzt c-fis-c. Enharmonische Umdeutung: Tritonus (übermäßige Quarte) = verminderte Quinte (fis-c).
- Intervalle mit 4 Halbtonschritte (Große Terzen): Zum Beispiel: c-e-gis. Zur Oktave ergänzt: c-e-gis-c. Enharmonische Umdeutung: große Terz = verminderte Quarte (gis-c).
- Intervalle mit 3 Halbtonschritte (Kleine Terzen): Beispiel: c-es-fis-a. Zur Oktave ergänzt: c-es-fis-a-c. Enharmonische Umdeutung: kleine Terz = übermäßige Sekunde (es-fis). Siehe auch oben das ausführliche Beispiel h-d-f-as.

Rein formal lassen sich noch Isointervallakkorde mit Intervallen im Abstand von zwei oder einem Halbton bilden. Diese Cluster sind jedoch erst in der 12-Ton-Musik des 20. Jahrhunderts bedeutsam. Enharmonische Umdeutungen sind hier nicht möglich.